# Tadeusz Waryński

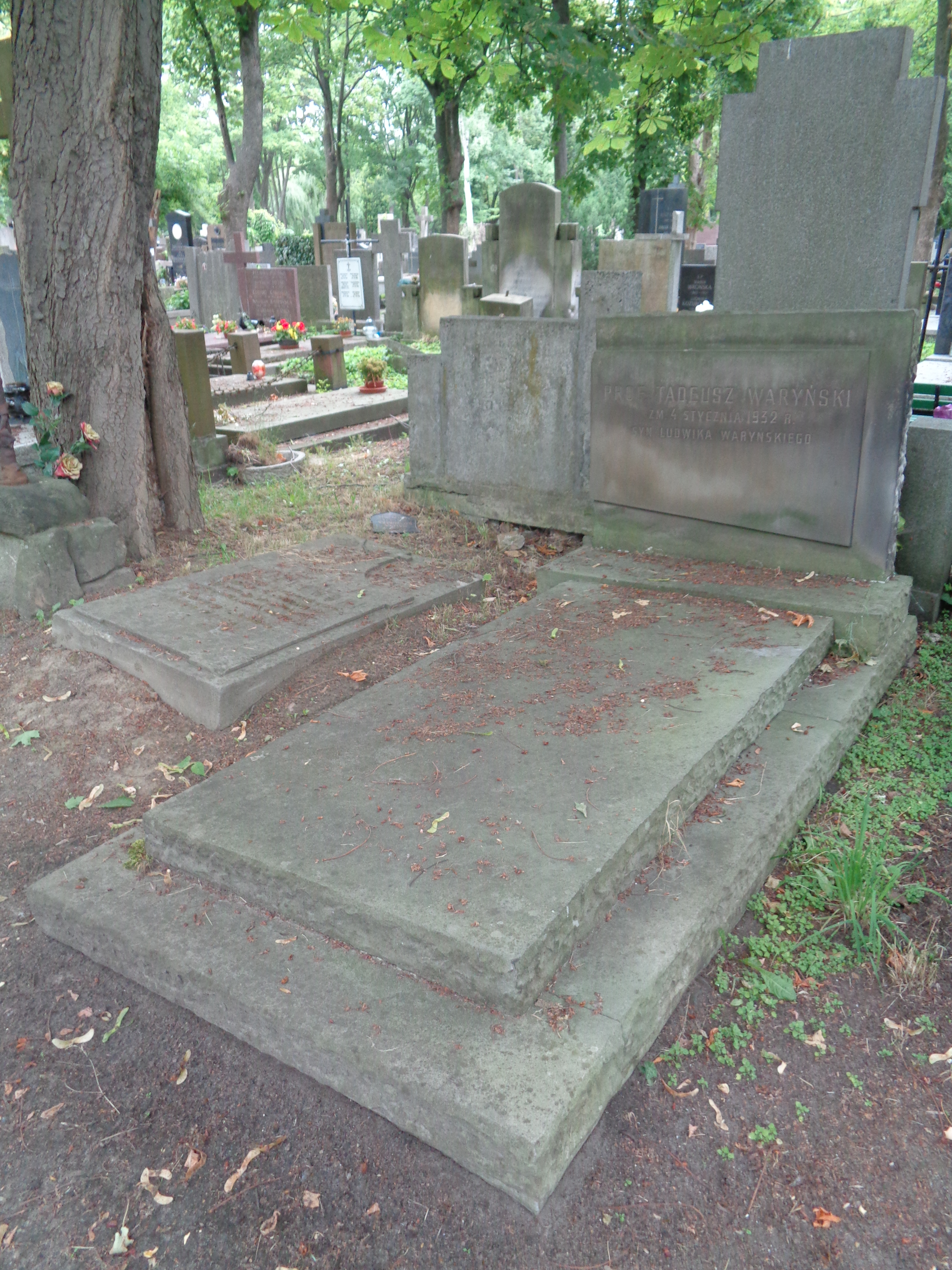
Grób Tadeusza Waryńskiego na cmentarzu Powązkowskim

Tadeusz Waryński (ur. 15 czerwca 1881 w Clarens w Szwajcarii, zm. 5 stycznia 1932 w Warszawie) – polski działacz socjalistyczny, wiceprezydent Łodzi, poseł na Sejm III kadencji (1930–1932). Syn Anny Sieroszewskiej i Ludwika Waryńskiego.

## Życiorys
Ukończył szkołę średnią w Paryżu, następnie zaś studia z dziedziny fizyki na Uniwersytecie w Genewie (uzyskał stopień doktora); uzyskał też tytuł inżyniera-chemika. Pracował jako wykładowca na uczelniach francuskich, współpracował z Ignacym Mościckim. 
Działał w Socjaldemokracji Królestwa Polskiego i Litwy (SDKPiL), następnie należał do PPS i PPS-Frakcji Rewolucyjnej. Był ochotnikiem w wojnie polsko-bolszewickiej. W okresie II Rzeczypospolitej stał na czele redakcji związanego z PPS pisma „Łodzianin”. 
W Łodzi zamieszkał w 1922, przy ul. S. Moniuszki. Krótko sprawował funkcję wiceprezydenta Łodzi (od ok. 16 stycznia do 13 lutego 1923). Niedługo potem przeniósł się do Warszawy.
W 1924 odszedł do Niezależnej Socjalistycznej Partii Pracy, następnie zaś związał się z obozem sanacji. Pracował jako naczelnik wydziału w Departamencie Szkół Zawodowych Ministerstwa Wyznań Religijnych i Oświecenia Publicznego. W wyborach w 1930 uzyskał mandat posła na Sejm III kadencji z listy państwowej BBWR.
We wtorek 5 stycznia 1932 w hotelu sejmowym przy ulicy Wiejskiej w Warszawie popełnił samobójstwo, wieszając się na przymocowanym do klamki u drzwi sznurku. Został pochowany na cmentarzu Powązkowskim (kwatera 151-6-9). W momencie śmierci był naczelnikiem Wydziału w Departamencie Szkół Zawodowych w Ministerstwie Wyznań Religijnych i Oświecenia Publicznego.  
Żonaty, miał syna.